# أدريان كونز
أدريان كونز هو مدرب كرة قدم ولاعب كرة قدم سويسري، ولد في 7 يوليو 1967. شارك مع منتخب سويسرا لكرة القدم. أما مع النوادي، فقد لعب مع فيردر بريمن ونادي آراو ونادي زيورخ ونادي سيون ونادي نوشاتل زاماكس ونادي يانغ بويز.

## وصلات خارجية
- أدريان كونز على موقع الاتحاد الدولي (مؤرشف)  (الإنجليزية)
- أدريان كونز على موقع قاعدة بيانات كرة القدم.إي يو (الإنجليزية)
- أدريان كونز على موقع بيانات كرة القدم. دي إي (الألمانية)
- أدريان كونز على موقع ناشيونال فوتبول تيمز (الإنجليزية)
- أدريان كونز على موقع عالم كرة القدم.نت (الإنجليزية)